# Škoda Slavia
O Škoda Slavia é um sedã do segmento B fabricado pela Škoda principalmente para o mercado indiano. Foi lançado em novembro de 2021 e produzido desde 2022. Construído sobre a plataforma MQB A0 IN adaptada para a Índia, o veículo é baseado no sedã Volkswagen Virtus. O Slavia substituiu o Rapid baseado no Volkswagen Polo.